# Transportpalette

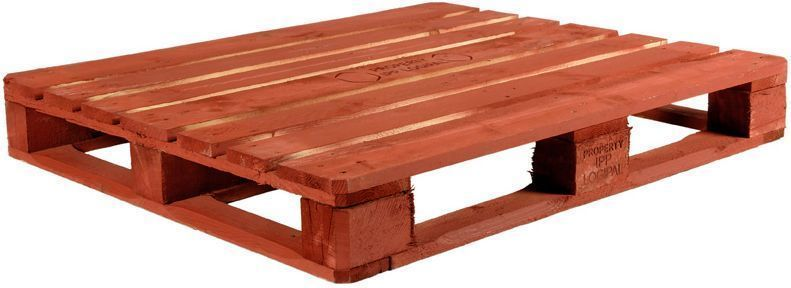
Transportpalette aus Holz

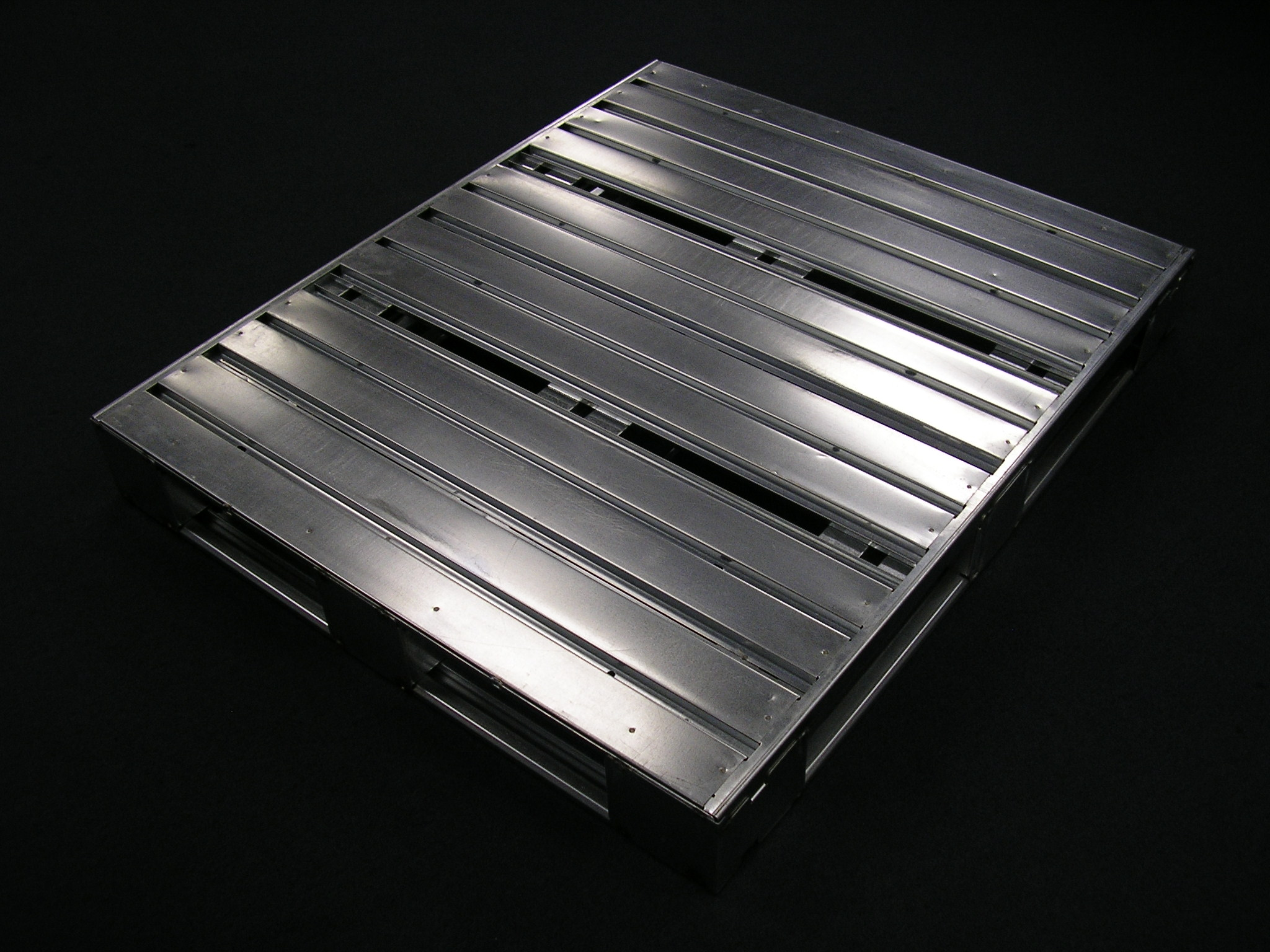
Transportpalette aus Stahl

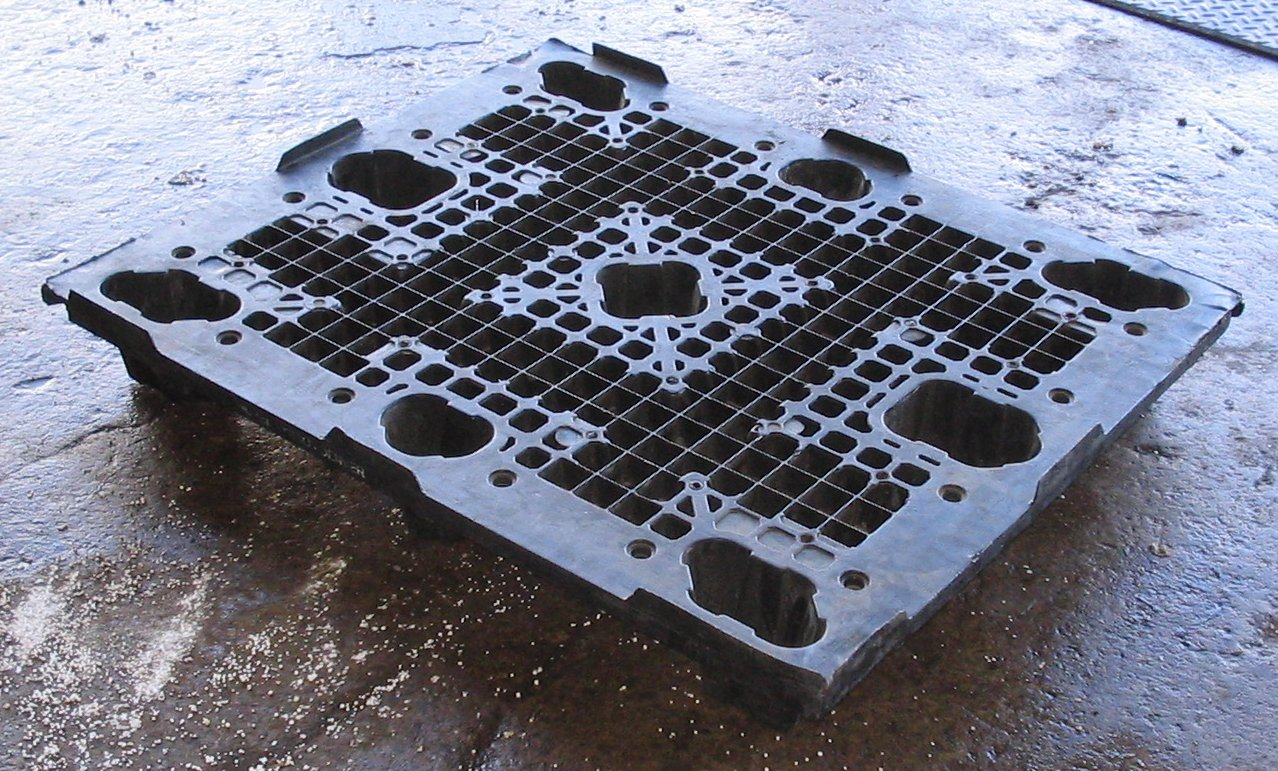
Transportpalette aus Kunststoff

Eine Transportpalette, in der Regel die Palette genannt (in der Schweiz ugs. auch das Palett), ist eine flache Konstruktion bestimmter Größen, die zur Bündelung, Lagerung und für den Transport größerer Mengen (stapelbarer) Waren oder einzelner schwererer Artikel verwendet wird. Bewegt und verladen werden Transportpaletten mit Flurfördergeräten, z. B. Hubwagen oder Gabelstaplern. Paletten zählen zu den Transporthilfsmitteln.

## Funktion, Materialien

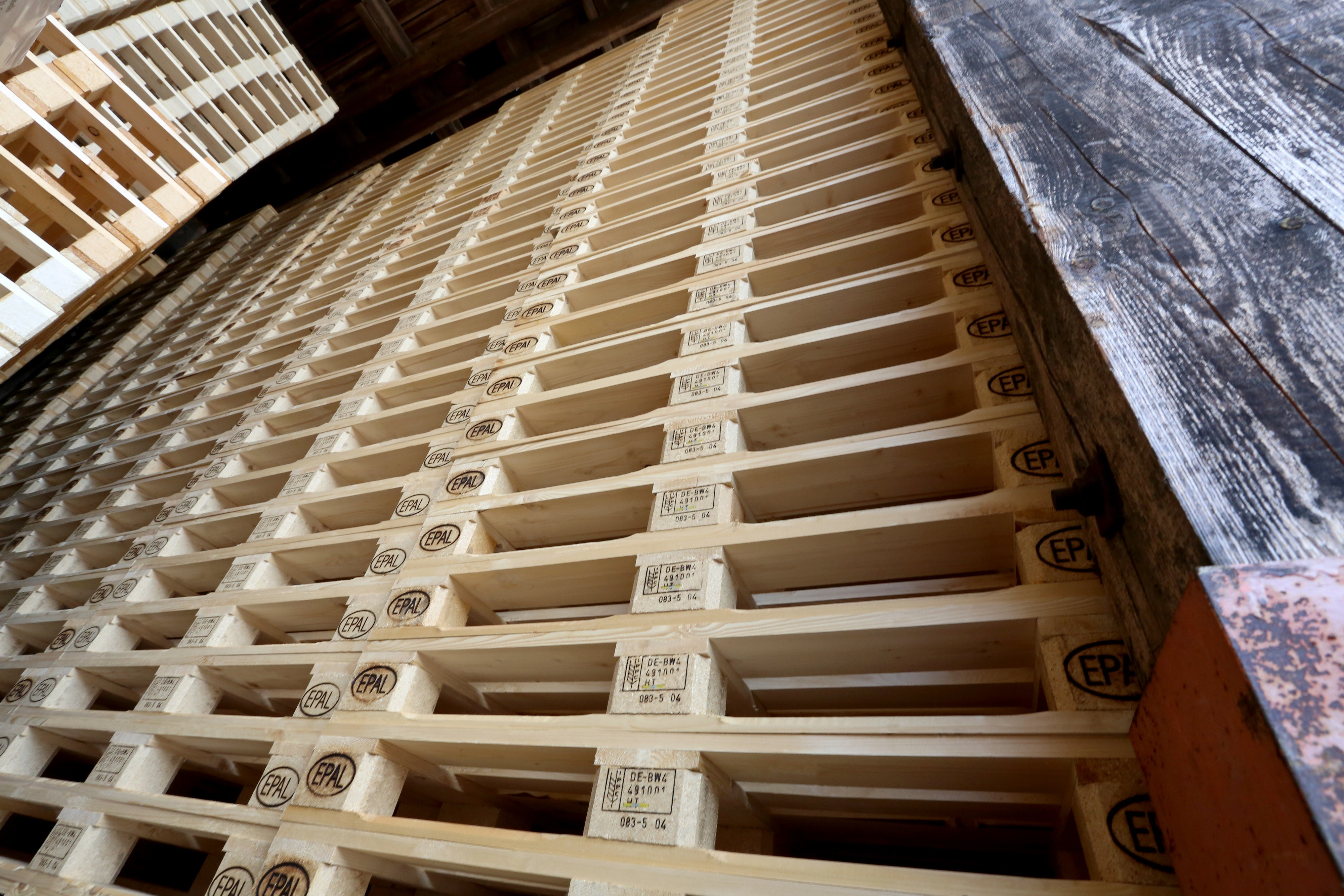
Gestapelte Europaletten

Wichtig beim Beladen von Paletten ist die ausreichende Absicherung des Transportgutes gegen Herabfallen, zum Beispiel durch Umwickeln oder Einschweißen mit Folie.
Paletten haben unten seitliche Aussparungen, die es Flurfördergeräten ermöglichen, mit ihren Gabeln in die Palette zu fahren, um sie anzuheben. Die meisten Paletten sind aus Brettern und Kanthölzern zusammengenagelt, es gibt jedoch auch Paletten aus Pressholz, Kunststoff, Blech und Wellpappe. Eine Europalette ist 20 bis 24 kg schwer (je nach Holzfeuchte). In Reinräumen verwendete Paletten müssen abwaschbar bzw. desinfizierbar sein.
In Deutschland wurden im Jahr 2008 insgesamt 81 Millionen Holzpaletten produziert. Der Wert der von den Mitgliedern des Bundesverbands Holzpackmittel, Paletten, Exportverpackung (HPE) hergestellten Paletten betrug im Jahr 2010 rund 991 Millionen Euro.
Paletten zum Transport besonders großer Gewichte heißen Schwerlastpaletten.
Einige Kunststoff- und Pressholzpaletten sowie Paletten aus Wellpappe sind so geformt, dass sie ineinander stapelbar („nestbar“) sind.
Unit Load Devices (ULD) sind Paletten und Container, die verwendet werden, um Gepäck, Fracht und Post in Flugzeuge zu laden. Sie bestehen aus Platten aus Aluminiumblech mit einer Unterkonstruktion aus Profilen, deren Ränder so gestaltet sind, dass man die Ösen der Frachtnetze darin einrasten kann.

## Einwegpaletten

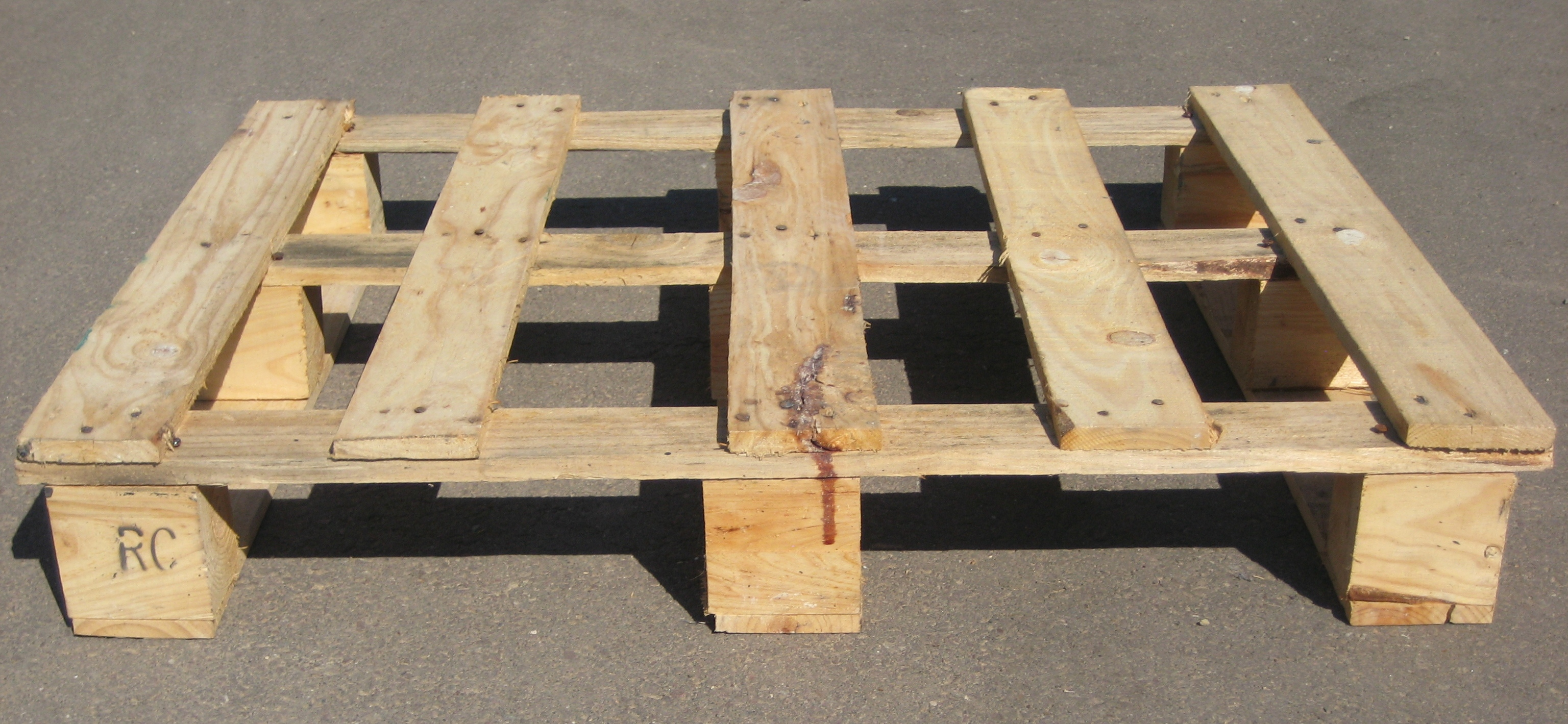
Einweg-Holzpalette

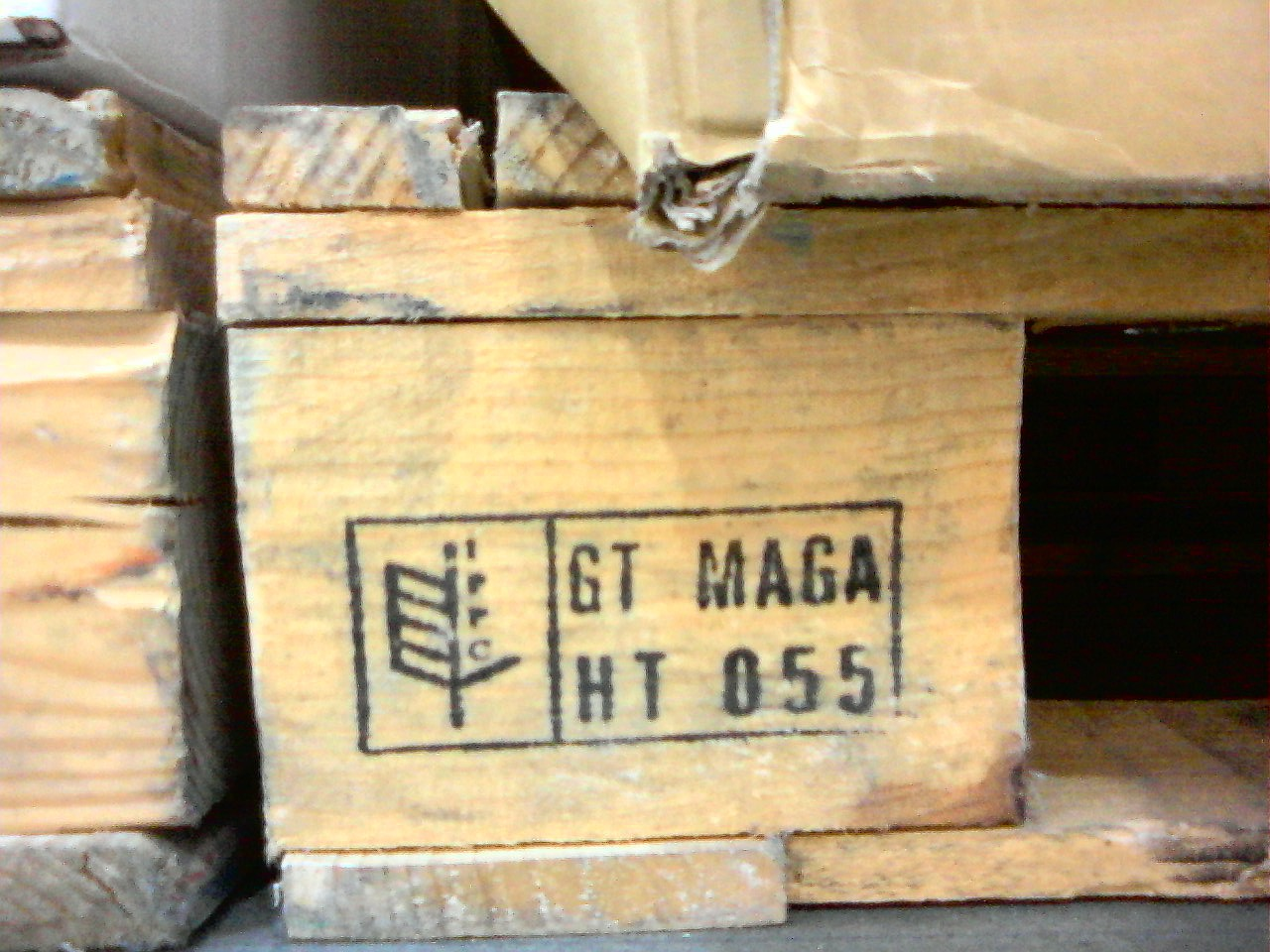
IPPC-Kennzeichnung

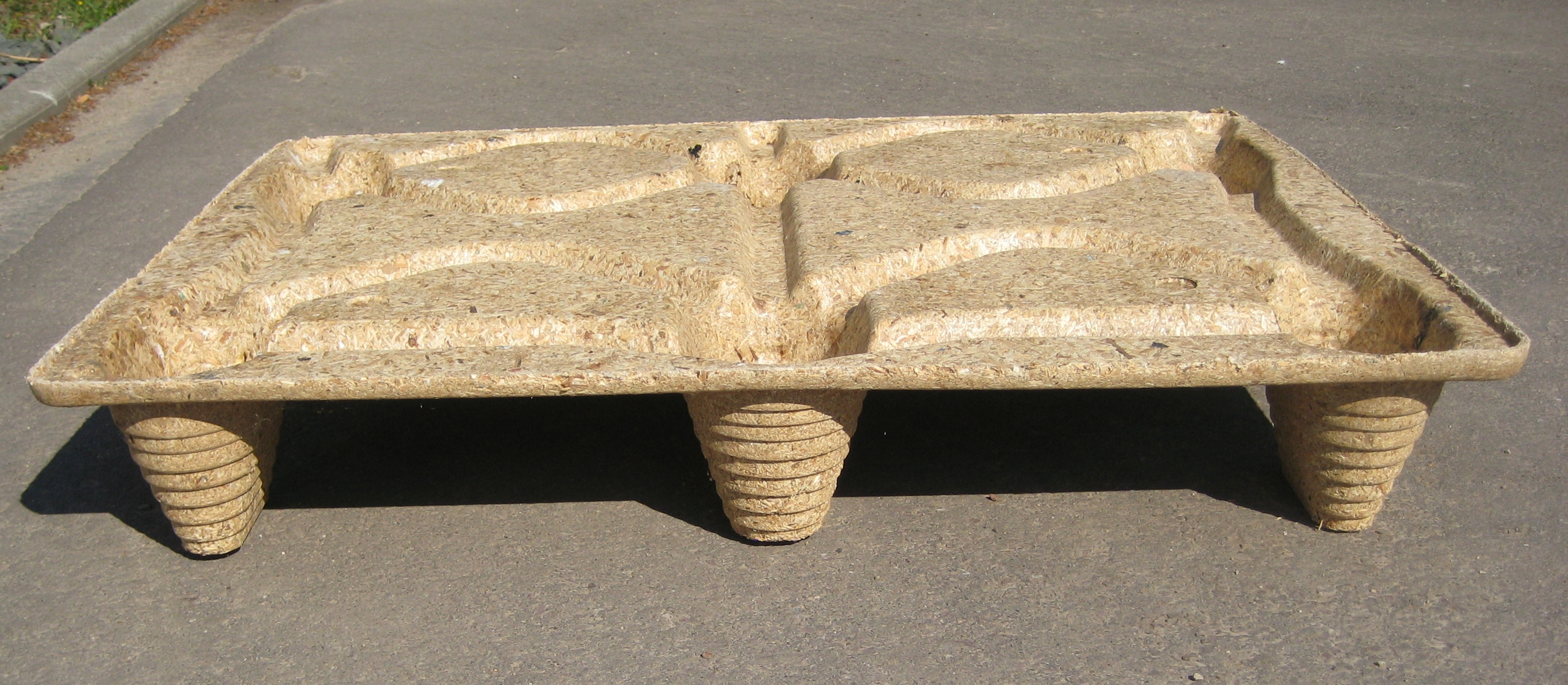
INKA-Einwegpalette aus Pressholz

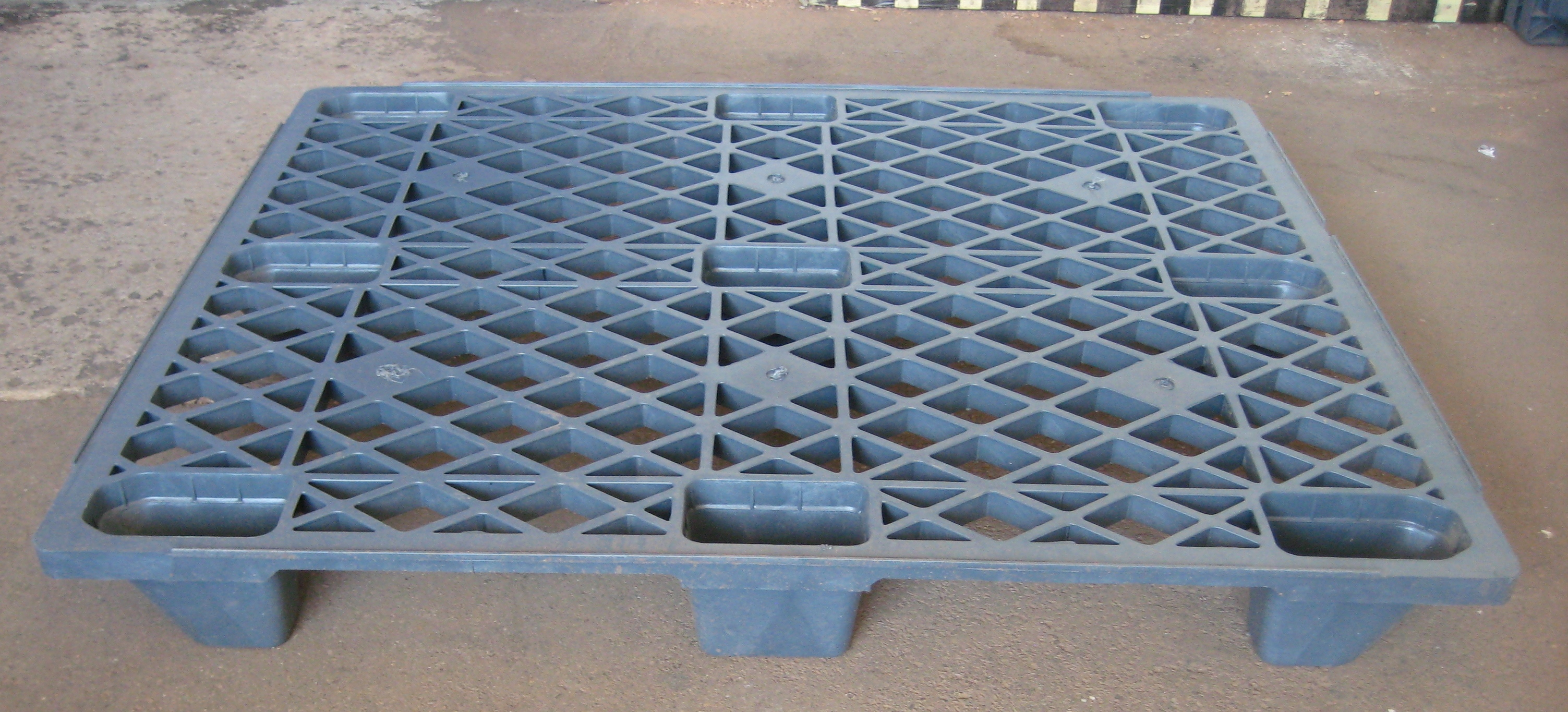
Einweg-Kunststoffpalette

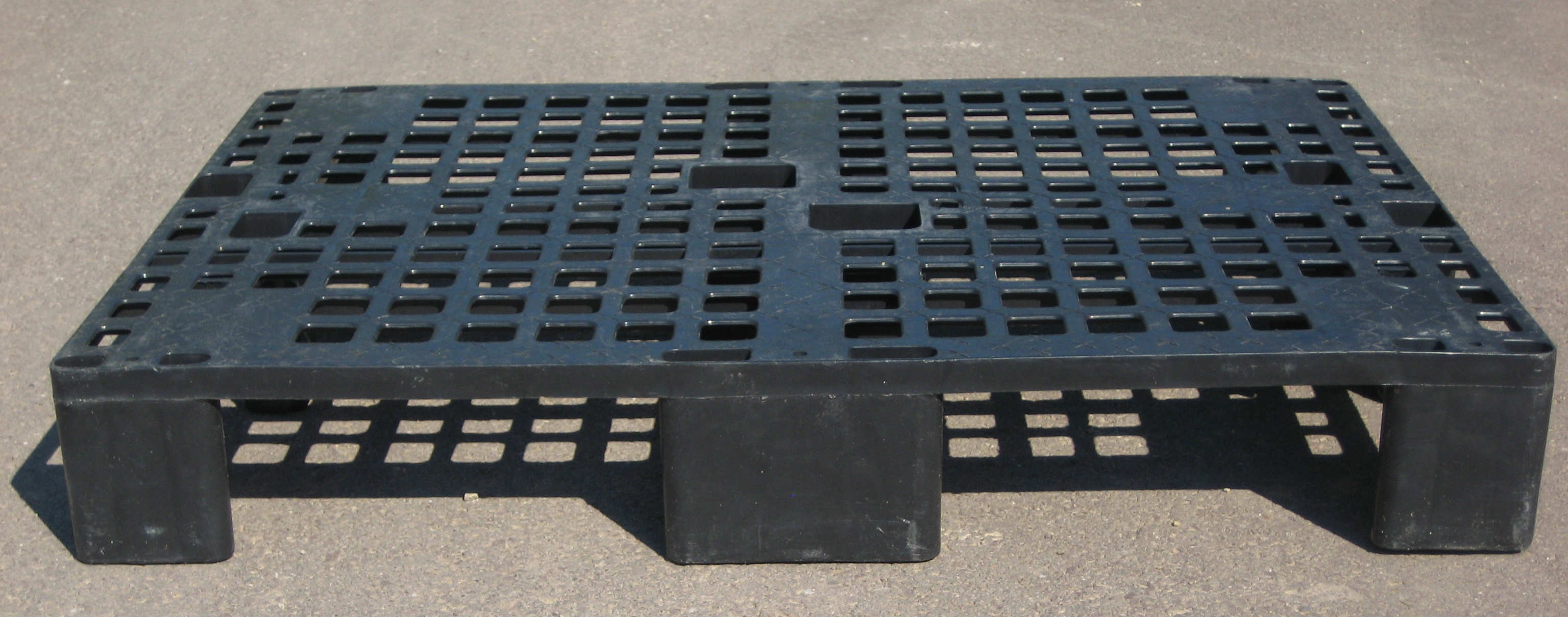
Witterungsfeste Einweg-Kunststoffpalette

Einwegpaletten oder Exportpaletten sind für den einmaligen Transport vom Hersteller zum Verbraucher bestimmt und in der Regel nicht sehr haltbar. Sie werden meist im Export als Verlustverpackung/-palette eingesetzt und verbleiben beim Empfänger, der sie entsorgt. Je nach Bedürfnis des Kunden bestehen sie aus Holz, Holzspanwerkstoff, Kunststoff oder Wellpappe. Erhältlich sind Einwegpaletten in allen erdenklichen Abmessungen und Ausführungen. Besonders große Stückzahlen werden aber in den Formaten 800 mm × 600 mm (Halbeuromaß) /1200 mm × 800 mm (Euromaß) /1200 mm × 1000 mm und im Containermaß 1140 mm × 1140 mm umgesetzt. Ein weiteres Standardmaß ist 600 mm × 400 (Vierteleuromaß) – dieses wird jedoch hauptsächlich für Displays verwendet.
Im Gegensatz zur Mehrwegpalette, bei der verschiedene Pooling-Systeme auf dem Markt etabliert sind, findet bei der Einwegpalette kein Tausch statt. Der letzte Empfänger in der Lieferkette muss die Palette entsorgen. Viele Länder wollen aber keine Palettenpools, da das angeblich große Probleme für die Transportunternehmen darstellt. Als eines der ersten Länder hat die Schweiz zum 31. Dezember 2007 einen Palettenpool beendet und greift nun hauptsächlich auf Einwegpaletten zurück, mit der Begründung, dass dies den Unternehmen Kosten spare.

### Holzpaletten
Viele Länder haben strenge Vorschriften, um sicherzustellen, dass keine Krankheiten oder deren Erreger versteckt im Ladungsträger eingeschleppt werden. Ladungsträger aus Vollholz für den Export müssen deshalb speziell behandelt werden (ISPM 15) und sind mit einer speziellen IPPC-Kennzeichnung versehen. Prinzipiell eignet sich jede Holzart für den Bau von Einwegpaletten. In der Regel kommen kostengünstige Weichhölzer zum Einsatz.
Eine Besonderheit stellt die INKA-Palette dar, deren Bezeichnung sich vom Hersteller – der deutschen Firma Inselkammer – ableitet. Sie wird aus gepresstem und verleimtem Restholz hergestellt. Das Pressholz ist schädlingsfrei und so kann diese Variante problemlos im Export eingesetzt werden. Im leeren Zustand sind die Inka-Paletten platzsparend ineinander stapelbar. Sie sind sehr robust, was in der Praxis oft zur Wiederverwendung im Transport führt. Allerdings lässt Feuchtigkeit das Material mürbe werden.

### Kunststoffpaletten
Sie erfüllen auf Grund ihrer Beschaffenheit die Anforderungen für den Export. Unterschiedliche Varianten erweitern den Rahmen der Einsatzmöglichkeiten. Außerdem hat jede Palette ein definiertes Gewicht und genau festgelegte Maße, wodurch sie sich von herkömmlichen Holzpaletten abhebt. Da sie leicht zu reinigen, staubfrei und witterungsbeständig sind, werden sie oft im Hygiene- und Lebensmittelbereich und in der Mikroelektronik verwendet. In Verbindung mit RFID-Technologie kommen ebenfalls häufig Kunststoffpaletten zum Einsatz, da sich die Transponder sehr gut im Fuß der Palette unterbringen lassen. Das ermöglicht den Einsatz automatisierter Lager- und Transportsysteme.

### Paletten aus Wellpappe
Paletten aus Wellpappe (bspw. Cone Pal) sind ebenfalls durch das verwendete Material für den Export geeignet. Sie sind mittlerweile neben Einweg auch als Mehrwegpaletten verwendbar. Im Vergleich zu Holz oder Kunststoff sind sie kostengünstiger. Zudem können sie leicht als Palettendisplay eingesetzt werden. Wellpappe-Paletten können mit über 800 kg belastet werden. Durch das enorm niedrige Eigengewicht von ca. 2,7 kg werden beim Transport Bruttogewichte gespart (Beispiel: LKW mit 33 Stellplätzen – im Vergleich zu Holzpaletten ca. 660 kg weniger).

## Mehrwegpaletten
Paletten, die für eine Mehrfachnutzung konzipiert wurden, sind stabiler als Einwegpaletten und werden immer nach einer fest definierten Norm hergestellt und sind immer von allen vier Seiten mit dem Gabelstapler einfahrbar, mit dem Hubwagen typischerweise zumindest von den zwei Schmalseiten.
Eine der bekanntesten normierten Paletten ist die sogenannte Europalette, die immer nach der DIN EN 13698-1 hergestellt und unter den Marken EPAL, WORLD, CHEP und LPR angeboten wird. Auch die Chemiepaletten werden als Mehrwegpaletten in großer Stückzahl eingesetzt. Sie wurden vom VCI und der APME eingeführt und sind in verschiedenen Ausführungen (CP1 bis CP9) erhältlich. In der Glasindustrie werden VMF-Paletten der Größe 1000 × 1200 × 154 mm verwendet.
Sehr häufig zum Einsatz vor allem im Handel (insbesondere Lebensmitteleinzelhandel) kommen Rollcontainer, mit denen Waren vom Lieferwagen in den Laden und von dort in die Regale transportiert werden können.

### Ökobilanz

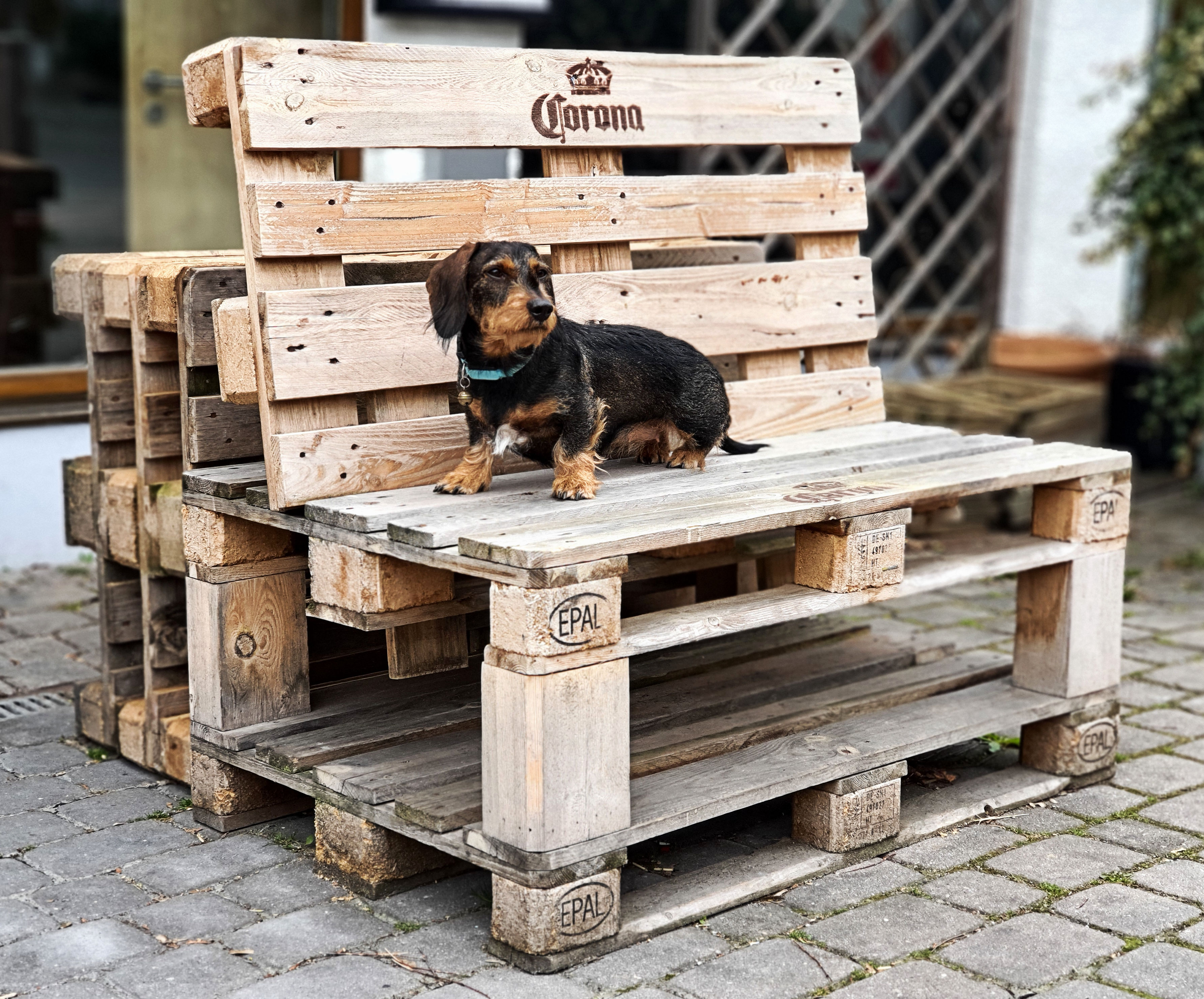
Upcycling: Sitzbank aus Holzpaletten

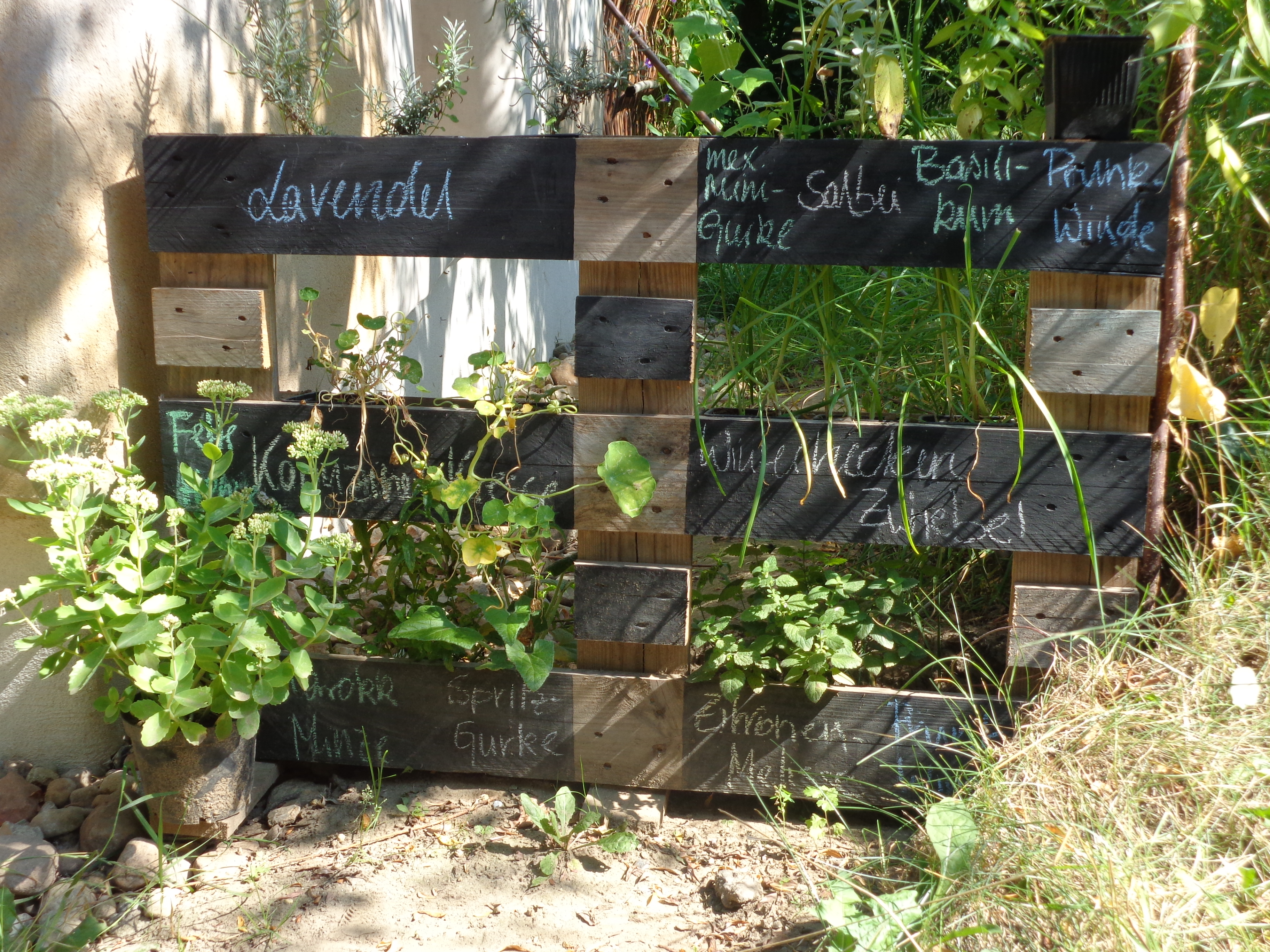
Umfunktionierte Transportpalette für Kräuterpflanzen

Ökologisch sind Mehrwegverpackungen/-paletten eine bessere Alternative zu Einwegsystemen. Da jede Einwegpalette oft eine individuelle Palette in Abmessung und Ausführung ist, kann sie nicht in automatischen Prozessen eingesetzt werden. Auch unterliegen die Mehrwegpaletten nicht dem Abfallrecht, da sie direkt dem Wiedereinsatz zugeführt werden können.
Zur Gewinnung und Verarbeitung von Holzpaletten wird weniger Energie benötigt als für Kunststoffpaletten. Die Energiebilanz einer Holzpalette fällt über den gesamten Lebenszyklus deutlich günstiger aus. Das niederländische Institut TNO hat eine Lebenszyklus-Analyse einer wiederverwendbaren Vier-Wege-Flachpalette aus Holz und einer vergleichbaren Palette aus HDPE (Material: 50 % neu, 50 % recycelt) durchgeführt. Der gesamte Energieverbrauch (inkl. Verwertung) war bei der Kunststoffpalette 4,4 mal so hoch wie bei der Holzpalette. Untersuchungen aus Frankreich und Schweden bestätigen die äußerst günstige Energie- und Umweltbilanz von Holzpaletten. Wasserverbrauch und ggf. Wasserverunreinigungen entstehen ausschließlich bei der Produktion der Kunststoffpalette, da für die Holzpalette kein Wasser benötigt wird. Auch kann Holz wesentlich einfacher recycelt werden.
Eine weitere Studie kommt zu einer überlegenen Ökobilanz von Holz-Pool-Paletten gegenüber Kunststoff-Pool-Paletten.
Weitere Verwendungen von Paletten:
- Als Sauberkeitsunterlage zum Lagern auf nassem, schmutzigem Untergrund – z. B. Baustahl auf feuchtem Erdaushub einer Baustelle.
- Stehplattform für Menschen, mitunter gehoben per Gabelstapler (obwohl gemäß Unfallverhütungsvorschriften verboten).
- Plattform zum Verkranen.
- Bau von – eher nur temporär angelegter – Möblierung für Stadt, Garten, aber auch den Wohnbereich.
- Bau von Hindernissen und Türmen für Fahrrad-Trial.

### Mehrwegsysteme
Alle Mehrwegpaletten werden in der Regel in Systemen eingesetzt, die in drei Handlungsformen unterteilt werden können:

#### Palettentausch
Der Palettentausch ist in den 1960er Jahren entstanden. Sein Ursprung liegt im Werksverkehr, wo beispielsweise der Müller die Bäckerei jeden Tag beliefert und das Leergut zurückgenommen hat. Der Tausch muss individuell geregelt werden, da es keine spezifischen Gesetzesgrundlagen gibt. Auch besteht in einigen Fällen eine Umsatzsteuerpflicht. Die am weitesten verbreitete Form ist der Zug-um-Zug-Tausch (siehe Europoolpalette).

#### Palettenkauf
Da die körperliche Rückführung nicht Zug-um-Zug getauschter Europaletten zeitintensiv und kostspielig sein kann, bietet sich als Alternative eine Verrechnung der Palettenschulden zum aktuellen Marktpreis an. Beim Weiterverkauf der Paletten wird die Palette nicht mehr als Transportmittel betrachtet, sondern als Handelsware und mit der Ware fakturiert.

#### Mietpooling
Beim Mietpooling werden die Paletten angemietet und am Freistellungsort vom jeweiligen Poolingpartner abgeholt. Der Verwender zahlt den jeweiligen Palettenumlauf (Trip). Die größten und bekanntesten Anbieter für Mietpaletten sind CHEP und LPR.
Aus Kauf, Miete, Tausch und Aussonderung von Paletten entstehen für ein Logistik- oder Industrieunternehmen komplexe Anforderungen an die Verwaltung. Eine Palettenverwaltungs-Software kann das Führen eines Palettenkontos, die Palettenbuchhaltung und das Palettenmanagement erleichtern und die Entwicklung von Palettenstrategien unterstützen.

## Technische Details

Europaletten

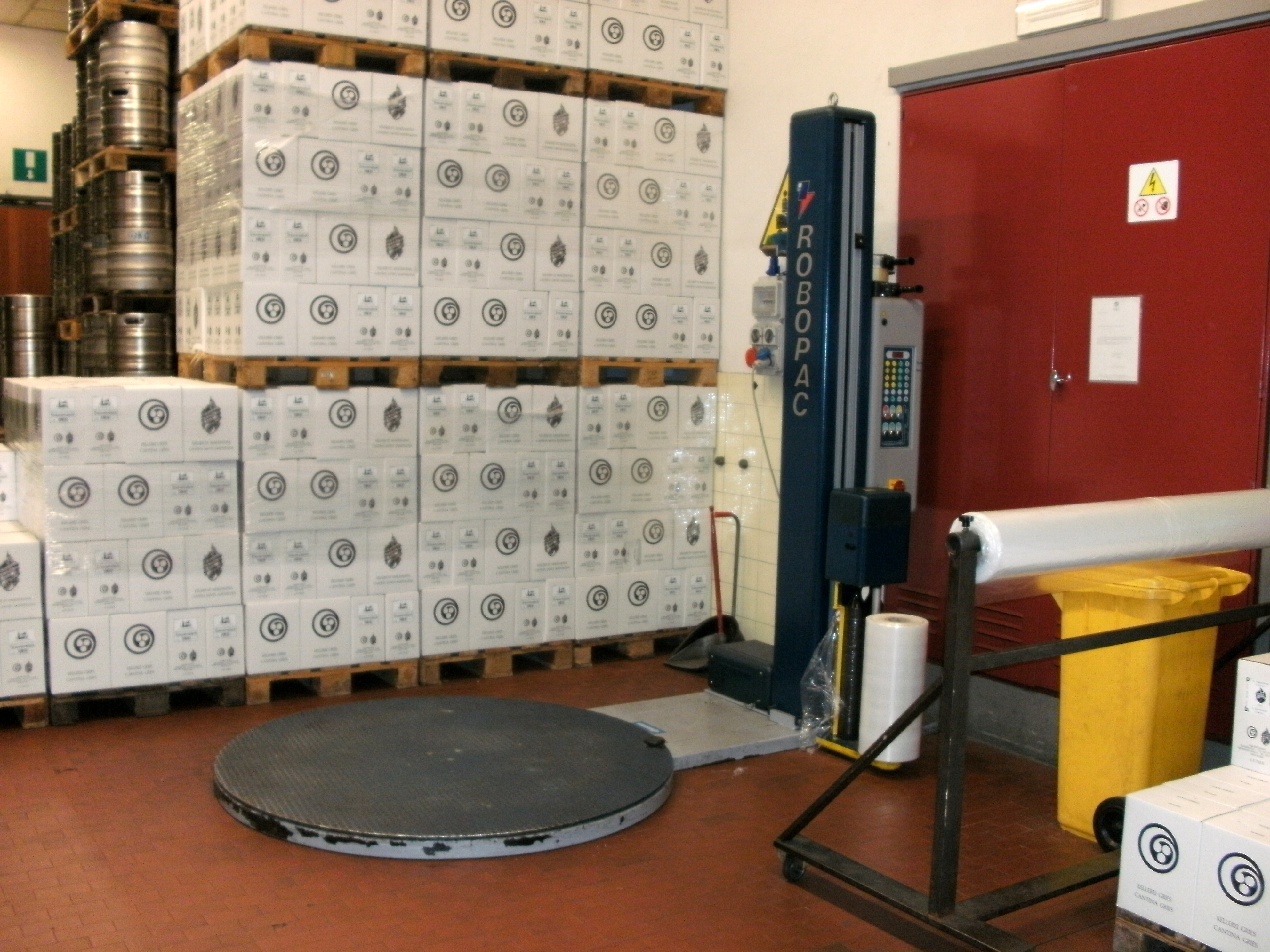
Palettenstretchwickler

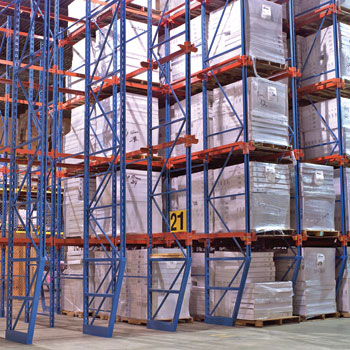
Gepackte Paletten auf ausfahrbaren Palettenträgern in einem Hochregallager

### Viertel Europalette
Europaletten basieren auf dem Kleinladungsträger (auch: Euronormbehälter oder Euronormbox) von 400 × 600 mm.
Paletten in dieser Größe heißen auch 1/4 Europaletten und entsprechen der Größe einer sogenannten VDA-Box (nach den Anforderungen des Verbands der Automobilindustrie), die in der Auto-Zulieferindustrie eine große Rolle spielt.

### Halbe Europalette
Die halben Europaletten mit 800 mm × 600 mm werden auch Displaypaletten genannt, da sie als Teil von Displays zur Warenpräsentation eingesetzt werden können. Sie heißen bei EPAL EUR 6-Paletten; ein weiterer Name ist Düsseldorfer Palette.

### Ganze Europalette
Die seit vielen Jahren üblichen hölzernen ganzen Europaletten EPAL/EUR 1 bzw. UIC/EUR messen 800 × 1200 × 144 mm. Die Brettstärken sind mit 22–25 mm festgelegt. Bei der Europalette kommen 78 geprüfte/gekennzeichnete Spezialnägel zum Einsatz, um entsprechend der EN 13698-1 die 98 Bauteile miteinander zu verbinden.
Europaletten erlauben keine vollständige Ausnutzung der weltweit üblichen ISO-Container, zumal das Innenmaß dieser Container um bis zu 80 mm variieren darf.

### Industriepalette
Verbreitet sind auch die etwas größeren sogenannten Industriepaletten (1000 × 1200 × 144 mm), die von EPAL als EUR 3 bzw. in verstärkter Ausführung als EUR 2-Paletten standardisiert sind.

### Großpalette
Nichtstandardisierte Großpaletten haben oft das doppelte Industriemaß, sind also 2000 × 1200 mm oder 2000 × 1250 mm groß.

### USA, Asien
Die auf dem amerikanischen Kontinent sowie teilweise auch in China üblichen Paletten messen 48 × 40 Zoll, entsprechen also mit 1219,2 × 1016 mm ungefähr den Industriepaletten (1200 × 1000 mm).
In Asien werden im Allgemeinen 1100 × 1100 mm bzw. 1140 × 1140 × 130 mm große Paletten verwendet.

### Palette aus Wellpappe
Im Bereich der Paletten aus Wellpappe gibt es eine Alternative zu den sogenannten Gitterboxen. Der Vorteil liegt darin, dass die Palette und der damit verbundene Container aus demselben Material hergestellt sind, was die Entsorgung der verbrauchten Transportbehälter sehr einfach macht und weltweit ohne Einschränkungen funktioniert (Holzpaletten müssen nach IPPC behandelt werden). Ebenso werden durch den Einsatz dieser Paletten viele Gefahren für die Anwender minimiert (Verletzungen durch Nägel, Splitter usw.)
Paletten aus Wellpappe lassen sich zudem auch in verschiedensten Formen (z. B. herzförmig, rund usw.) problemlos herstellen, da der Fertigungsprozess im Vergleich zu Holzpaletten, Kunststoffpaletten und Pressspanpaletten kostengünstiger und flexibler ist. Das bringt vor allem für die Gestaltung von POS-Displays viele Gestaltungsmöglichkeiten mit sich, ohne die logistischen Prozesse einzuschränken.

## Palettenboxen
Palettenboxen sind Paletten mit vier Rahmen und möglicherweise einem Deckel. Palettenboxen können gestapelt werden, wenn sie beladen sind. In diesem Fall werden sie manchmal mit einem Deckel versehen, um sie stabiler zu machen. Durch das Stapeln können Palettenboxen Lagerraum und Lkw-Kapazität effizienter nutzen. Ein weiterer Vorteil der Palettenboxen ist, dass die Waren sicher gelagert werden und während des Transports nicht beschädigt werden. Darüber hinaus gibt es zusammenlegbare Palettenboxen, in denen die Palettenrahmen flach gelegt werden können. Auf diese Weise wird weniger Platz benötigt, um sie leer zurück zu transportieren.

## Siehe auch

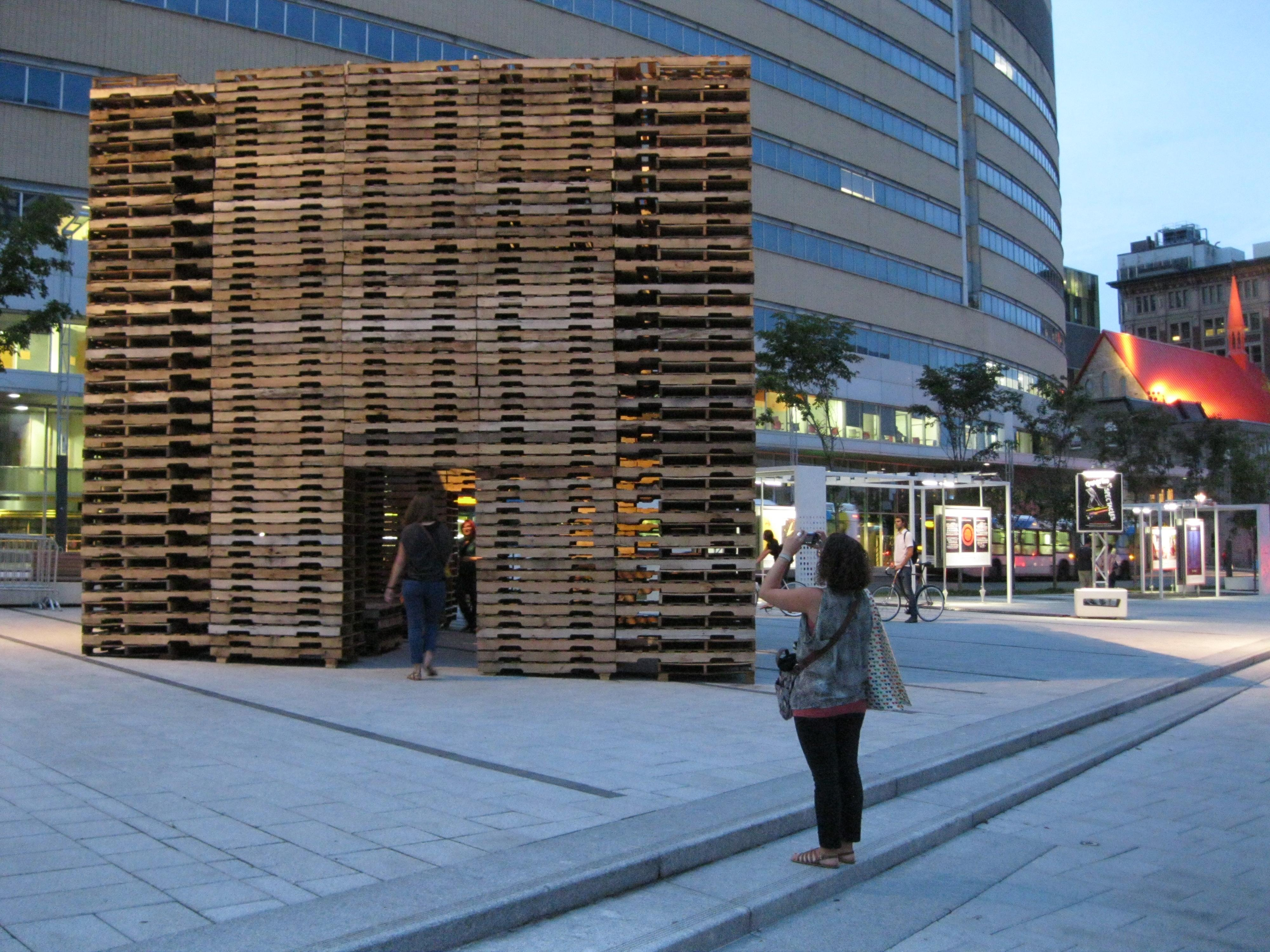
Forêt (franz., dt. Wald): Begehbare Installation aus mehr als 750 Holzpaletten. Phil Allard, Justin Duchesneau, Montréal, Kanada, 2012

## Statistisches

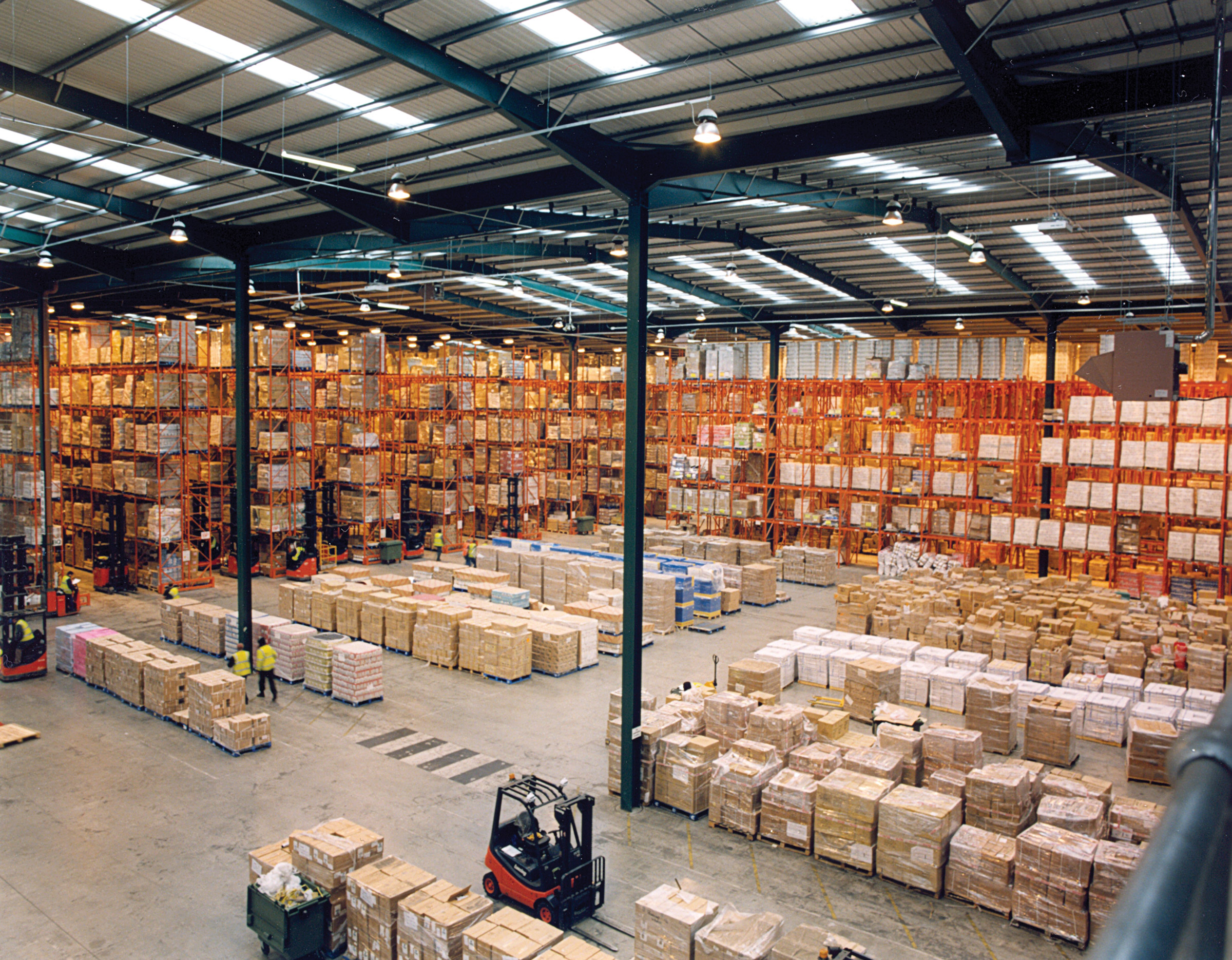
Palettenumschlag in einer Lagerhalle; 2007

Die meisten Betriebe, die Paletten und ähnliche Verpackungen herstellen (Ausnahme z. B. Paletten aus Wellpappe) sind in Deutschland im Bundesverband Holzpackmittel, Paletten und Exportverpackung e. V. organisiert. Die Firmen, die von der amtlichen Statistik erfasst werden (mehr als 20 Mitarbeiter), erzielten im Jahr 2010 mit Paletten etwa einen Umsatz von 1,1 Milliarden Euro. Die Zahl der Betriebe stieg von 1996 bis 2010 von 127 auf 143, die Zahl der Beschäftigten erhöhte sich im gleichen Zeitraum von gut 5.000 auf fast 6.500. Der Umsatz wurde zu 90 % im Inland erzielt, etwa 10 % der Paletten gingen in den Export. Insgesamt sind weltweit schätzungsweise 500 Millionen Euro-Paletten im Umlauf.